# Windows 9x
 (avril 2009).
Si vous disposez d'ouvrages ou d'articles de référence ou si vous connaissez des sites web de qualité traitant du thème abordé ici, merci de compléter l'article en donnant les références utiles à sa vérifiabilité et en les liant à la section « Notes et références ».
Windows 9x (prononcé « neuf ikse » : /nœf iks/) désigne la famille de systèmes d'exploitation édités par Microsoft basée sur Windows 95.
Cette famille comprend :
- Windows 95 (Chicago) ;
- Windows 98 (Memphis) ;
- Windows 98 SE (Seconde Édition) ;
- Windows Me (Millennium Edition).

À cause du noyau NT trop jeune et des problèmes de compatibilité avec les programmes MS-DOS, Microsoft préféra créer cette branche issue de Windows 3.11 et de MS-DOS 6.22.

## Caractéristiques
Tout comme sous Windows 3.11, MS-DOS est le système de base, il sert de lanceur pour démarrer Windows. Il permet de démarrer d'anciennes applications, ce qui permet une meilleure compatibilité avec les systèmes d'exploitation précédents. Cette base de MS-DOS fut proposée en trois versions :
- La version 7 est utilisée dans Windows 95 et Windows 95a (OSR 1). Cette version prend uniquement en charge le FAT 12 et le FAT 16 ;
- La version 7.1 est utilisée dans Windows 95b (OSR 2), Windows 95c (OSR 2.5), Windows 98 et Windows 98 SE. Cette version prend de plus en charge le FAT 32 ;
- La version 8 est utilisée dans Windows Me. Elle se configure sur la base de registre et intègre le cache smartdrv et le pilote XMS dans le noyau. Le mode pur a été enlevé.

Par rapport à Windows NT, les applications de MS-DOS et de Windows 32 bits sont pleinement compatibles, ces versions sont d'une utilisation simple. MS-DOS permet également de dépanner Windows en cas de défaillance logicielle.
Les points noirs de cette branche furent une instabilité aléatoire, aucune sécurité sur les réseaux (vulnérabilité aux virus) et des problèmes ressources système.

## Architecture
Comme pour Windows NT, il existe deux modes : le mode noyau et le mode utilisateur.

### La partie noyau
MS-DOS démarre en premier et exécute le fichier VMM32.VXD. Il intègre les fonctions suivantes : (chargeur en mode réel, gestion des VXD en mode linéaire (LE) puis le passage en mode protégé et de quatre modules :
- VMM : il est responsable de la gestion des machines virtuelles MS-DOS, du multitâche préemptif et de la gestion de la mémoire pour les processus ;
- IFS : gestion des systèmes de fichiers (VFAT, CDFS, réseaux, SCSI) ;
- CM : le gestionnaire de la configuration détecte le matériel présent sur la machine et charge les pilotes de périphériques en fonction du registre ;
- WDM : il permet de charger des pilotes de périphériques Windows NT.

VMM32.VXD intègre également des pilotes.

### La partie utilisateur
Elle est constituée d'une première machine virtuelle dite "système" qui intègre le sous-système de base Windows 16 bits, puis s'ajoute le sous-système Windows 32 bits.
Les autres machines virtuelles représentent le nombre de fenêtres MS-DOS exécutées qui sont basées sur le noyau DOS lancé aux démarrage de l'ordinateur.
On peut apercevoir le nombre de ces dernières en cliquant sur ajouter → noyau→ machine virtuelle du moniteur système (outils système).

## Versions
| Version       | Produits réunis          | Date           | Build |
| ------------- | ------------------------ | -------------- | ----- |
| Windows 95    | Windows 4.00, MS-DOS 7.0 | Août 1995      | 950   |
| Windows 95a   | Windows 4.00, MS-DOS 7.0 | Février 1996   | 951   |
| Windows 95b   | Windows 4.00, MS-DOS 7.1 | Août 1996      | 1111  |
| Windows 95c   | Windows 4.03, MS-DOS 7.1 | Novembre 1997  | 1216  |
| Windows 98    | Windows 4.10, MS-DOS 7.1 | Mai 1998       | 1998  |
| Windows 98 SE | Windows 4.10, MS-DOS 7.1 | Avril 1999     | 2222  |
| Windows Me    | Windows 4.90, MS-DOS 8.0 | Septembre 2000 | 3000  |

## Fiabilité

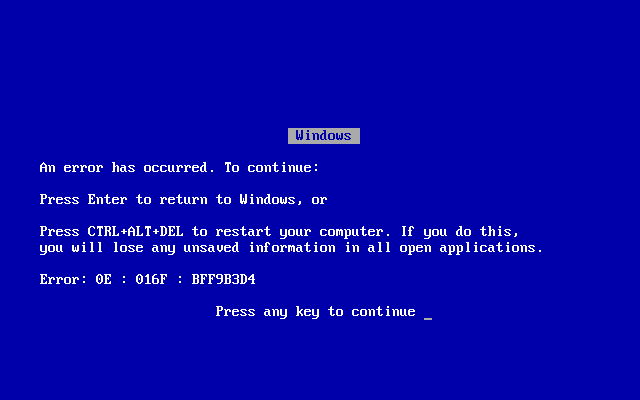
Un écran bleu de la mort sur Windows 9x.

Le système FAT n'est pas sécurisé, les fichiers systèmes sont accessibles en écriture. Toutes les versions de Windows 9x furent affectées par des défaillances logicielles (apparition fréquente de l'écran bleu de la mort). Ceux-ci, la plupart du temps non-graves, sont dus au fait que les écrans bleus sont le principal moyen de Windows 9x pour signaler des erreurs de pilotes de périphériques virtuels à l'utilisateur, même pour des erreurs bénignes. Ainsi, un écran bleu peut apparaître si l'utilisateur tente d'éjecter un média amovible alors qu'il est en train d'être lu par la machine. Ceci peut s'observer très facilement en utilisant Microsoft Office 97 pour lire un document sur une disquette : Microsoft Office créant toujours un fichier temporaire, un écran bleu peut être déclenché en quittant le programme après avoir enlevé la disquette, le programme tentant d'effacer le fichier temporaire sur le média amovible qui n'est plus dans le lecteur.
En avril 1998, lors de la présentation à la presse de Windows 98, le PDG de Microsoft Bill Gates souhaitait souligner la facilité d'usage du système d'exploitation d'utilisation et le support amélioré du Plug-and-Play (PnP). Toutefois, lorsque son assistant Chris Capossela a branché un scanner et a essayé de l'installer, le système d'exploitation a planté, affichant un écran bleu. Après les applaudissements et les acclamations de l'auditoire, Bill Gates déclare : « Ce doit être la raison pour laquelle nous ne commercialisons pas encore Windows 98 ». La vidéo de cet événement est devenu un phénomène Internet populaire.
D'autres causes plus sérieuses d'apparitions fréquentes de BSoD sont notamment des incompatibilités matérielles, des drivers ou des DLLs défectueux.
Dans Windows 95 et 98, un écran bleu survient lorsque le système tente d'accéder au fichier c:\con\con ou c:\aux\aux sur le disque dur. Cela pouvait être inséré sur un site web pour faire planter les machines des visiteurs. Le 16 mars 2000, Microsoft a publié une mise à jour de sécurité pour résoudre ce problème.
Liste des codes d'erreur :
- 00: Division fault
- 01: Corrupted operating system[réf. nécessaire]
- 02: Non-Maskable Interrupt
- 03: Hardware malfunction[réf. nécessaire]
- 04: Overflow Trap
- 05: Bounds Check Fault
- 06: Invalid Opcode Fault
- 07: "Coprocessor Not Available" Fault
- 08: Double Fault
- 09: Coprocessor Segment Overrun
- 0A: Invalid Task State Segment Fault
- 0B: Not Present Fault
- 0C: Stack Fault
- 0D: General Protection Fault
- 0E: Page Fault
- 0F: System board malfunction or corrupted[réf. nécessaire]
- 10: Coprocessor Error Fault
- 11: Alignment Check Fault

À partir de 1996, cette branche commença à décliner au profit de Windows NT plus robuste et plus fiable, utilisant un nouveau système de fichier (NTFS), et qui est basé sur un nouveau noyau (noyau NT) qui ne se base plus sur MS-DOS. Grâce à une meilleure gestion de la mémoire vive, l'apparition de l'écran bleu se fait beaucoup plus rare sur la branche NT, hormis lorsque le système fait face à une erreur fatale empêchant totalement le fonctionnement de la machine.
Aujourd'hui, la branche 9x de Windows a quasiment disparu.